# Trabajo sexual

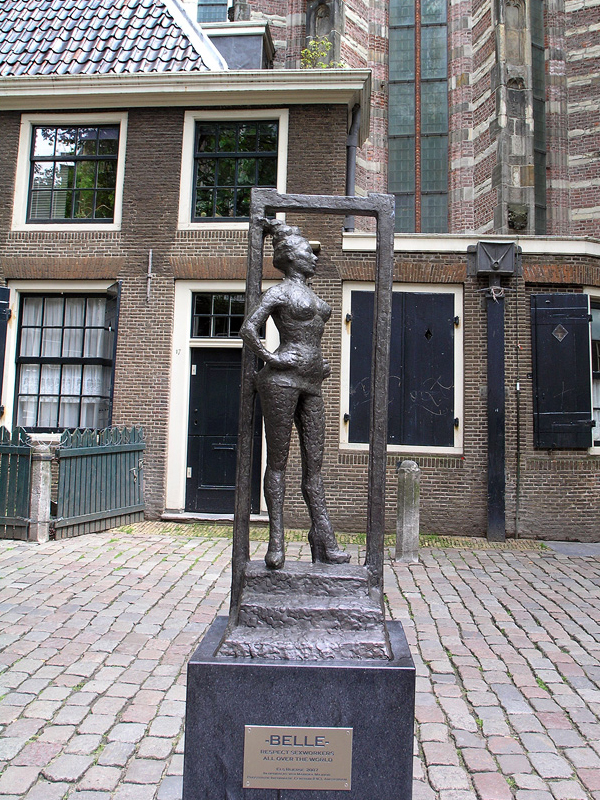
Belle, estatua de bronce en el Barrio Rojo de Ámsterdam, frente a Oude Kerk. En marzo de 2007, se añadió la inscripción: «Respeto a los trabajadores del sexo de todo el mundo».

El trabajo sexual es el proceso de ofrecer un acto sexual a cambio de dinero o bienes materiales. En su definición más amplia, puede incluir la asistencia sexual, el strip tease, el lap dance el sexo telefónico —como el de las líneas eróticas—, el cibersexo vía webcam, la venta de imágenes y videos eróticos o pornográficos, actores pornográficos y dominatrices profesionales, mientras que en su definición más estrecha se refiere únicamente a las relaciones sexuales directas, o sea la prostitución. A veces se emplea el eufemismo «proveedor de servicios para adultos» para referirse a los trabajadores sexuales, aunque el concepto sería más amplio, ya que incluye a cualquiera que esté relacionado con la industria del sexo, como por ejemplo a webmasters de páginas pornográficas y a productores de cine para adultos, entre otros.
A partir del activismo que dirigen grupos de trabajadores sexuales, estos grupos tienden a preferir el término trabajo sexual en vez del término prostitución, argumentando que el segundo tiene connotaciones negativas.
El término surgió a raíz de la defensa, por parte de los colectivos implicados, del argumento de que los trabajadores sexuales deben tener los mismos derechos humanos y laborales que cualquier otro trabajador.

## El sexo como profesión y la política
La legislación sobre el trabajo sexual no es uniforme en todo el mundo. Incluso en los estados en los que está despenalizado, quienes lo ejercen suelen ser estigmatizados y marginados, lo que puede dificultar la búsqueda de apoyo legal en casos de discriminación, por ejemplo, por discriminación racial por parte del dueño de un club de estriptís, la negación del pago por parte de un cliente, agresiones y violaciones.
Por ejemplo, el Gremio Canadiense para el Trabajo Erótico presiona para lograr la legalización del trabajo sexual: la eliminación de las regulaciones estatales  sobre el mismo, que consideran más represivas que las impuestas a otros empleados y negocios; el reconocimiento y la protección a través de las leyes regulares de empleo; el derecho a formar y a integrarse en asociaciones y sindicatos profesionales —sobre todo para participar en negociaciones colectivas—; y el derecho a viajar y a cruzar legalmente fronteras con fines profesionales. Argumentan también que la legalización del trabajo sexual permitiría llevarlo a cabo en circunstancias mejor organizadas, en las que las regulaciones legalmente exigibles, como el uso obligatorio de condones y las revisiones médicas obligatorias a los trabajadores, ayudararían a reducir la transmisión del VIH-SIDA y muchas otras infecciones de transmisión sexual.
En Países Bajos, Alemania, Nueva Zelanda, en algunos estados de Australia y en el estado estadounidense de Nevada, el trabajo sexual es reconocido por sus gobiernos. Allí, el término trabajador sexual se usa con frecuencia por quienes apoyan sus derechos.
El crecimiento del turismo sexual ha conllevado un gran incremento de la industria del sexo. En algunos países, las industrias de sexo legal pueden suponer una aportación importante a la economía de algunos centros urbanos. Un ejemplo es el barrio de Reeperbahn, en Hamburgo, una zona de prostitución legalizada que paga impuestos y que ofrece servicios a turistas de todo el mundo.
Las industrias del sexo y sus trabajadores tienden a proliferar junto a las bases militares. Por ejemplo el puerto naval británico de Portsmouth tuvo industria local de sexo exitosa durante el siglo XIX, y hasta los inicios de la década de 1990 había grandes distritos de luces rojas cerca de las bases estadounidenses en Filipinas. El famoso distrito de entretenimiento de Patpong, en Bangkok, Tailandia, empezó siendo una zona de R&R, siglas de Rest & Recovery, en castellano «descanso y recuperación» para las tropas estadounidenses que servían en la guerra de Vietnam a principios de la década de 1970.
Existen páginas de información disponibles para quienes están pensando en entrar en la industria del sexo y buscan información sobre su modo de funcionamiento. Dichas páginas dan información sobre cualquier cosa, desde cómo iniciarse hasta consejos acerca de la seguridad y la higiene.

## El Mercado del Trabajo Sexual Femenino[10]
El mercado del trabajo sexual femenino en áreas urbanas, es un fenómeno estudiado y documentado en una investigación publicada en 2009 en la reconocida revista científica Cuadernos de Investigación UNED. Este estudio revela que el trabajo sexual es una transacción comercial que forma parte de la economía local, aunque suele estar oculto en las prácticas sociales y raramente se menciona en informes económicos.
En el año 2008, se entrevistaron a 78 trabajadoras sexuales en San José, la capital de Costa Rica, categorizadas en tres grupos distintos. El primer grupo comprendía mujeres que trabajan en los alrededores de los mercados, ganando entre US$3 y US$8 por hora y con edades comprendidas entre los 26 y 81 años. El segundo grupo estaba constituido por trabajadoras en dos salones de masajes en San Juan de Tibás, donde los ingresos oscilaban entre US$18 y US$72 por hora, con edades de 18 a 33 años. Finalmente, el tercer grupo lo conformaban las call-girls que cobraban US$100 por hora, con edades entre los 19 y 38 años.
Las entrevistas se realizaron mediante un cuestionario estructurado, las participantes fueron compensadas por su tiempo y los datos fueron analizados utilizando el programa estadístico SPSS. Según el grupo de pertenencia, entre la mitad y la mayoría de las mujeres consideran que el trabajo sexual es una forma aceptable para que las mujeres obtengan recursos para sus familias, y para los hombres, un alivio sexual que reduce la violencia sexual.
Las mujeres que practican el trabajo sexual no tienen un jefe y deciden de manera independiente el horario y el lugar de trabajo. Rechazan a los clientes si no hay acuerdo sobre los servicios específicos que proporcionarán. Pocas han experimentado violencia o enfermedades de transmisión sexual como resultado de su trabajo. La mayoría no tienen esposo o compañero permanente. El cliente preferido es amable, maduro y siempre trata con la misma mujer. Los clientes indeseables son agresivos, desagradables, sucios y drogados. La mayoría de los clientes están casados y tienen entre 35 y 45 años.
Los servicios solicitados son diversos, pero predominan el sexo oral y la postura del misionero. La tarifa está definida por la membresía del grupo (área de mercado, salón de masajes o call girl) y no por la edad. Los ingresos varían ampliamente, pero generalmente son mucho más altos que los de los trabajos correspondientes a su bajo nivel educativo. Hay poca cultura de ahorro, y las mujeres tienen plena decisión sobre cómo gastan sus ganancias, que utilizan principalmente para criar a sus hijos y apoyar a otros familiares.

## Escolaridad de las trabajadoras sexuales[12]
En una investigación publicada en la revista Cuadernos de Investigación UNED en el año 2009, se analizó la situación educativa de las trabajadoras sexuales en la ciudad de San José, Costa Rica, a inicios del siglo XXI. El estudio, realizado en 2008, entrevistó a 78 mujeres con edades entre los 18 y los 81 años que ejercían el trabajo sexual en distintas condiciones socioeconómicas, con tarifas que oscilaban entre los 3 y los 100 dólares estadounidenses por hora. La mayoría de las participantes eran costarricenses de origen urbano y con escasa formación más allá de la educación primaria. A pesar de haber recibido poco apoyo familiar durante sus años escolares, muchas valoran esos logros educativos como uno de los principales hitos en sus vidas. Aproximadamente un tercio de las mujeres entrevistadas reportó haber tenido una infancia agradable. Asimismo, la mayoría indicó que no perciben un conflicto entre su actividad laboral y sus creencias religiosas, ya que consideran que brindan servicios sexuales como una forma de sustento, especialmente para sus hijos, en su mayoría criados en hogares monoparentales.
El estudio también identificó ciertas creencias comunes entre las participantes, como la idea de que su trabajo podría contribuir a reducir la violencia sexual, así como una alta adherencia al uso del preservativo como medida de protección. Muchas comparten una visión patriarcal sobre los roles familiares, en la que los hombres aportan recursos económicos mientras las mujeres crían a los hijos.
Los hallazgos sugieren la necesidad de impulsar políticas de apoyo desde el ámbito universitario, tales como becas, orientación académica y el financiamiento de investigaciones que permitan desmontar mitos y visibilizar las realidades de las trabajadoras sexuales. Se recomienda, por ejemplo, el uso de metodologías como las historias de vida, que permitan comprender estas experiencias desde las voces y contextos de las propias mujeres.
Debido a que pocas mujeres ejercen el trabajo sexual, esta actividad representa una pequeña proporción de la economía en la ciudad de San José.